# غونار إريكسون
غونار إريكسون (بالسويدية: Gunnar Ericsson)‏ هو شخصية أعمال وسياسي سويدي، ولد في 29 يونيو 1919 في ستوكهولم في السويد، وتوفي في 24 ديسمبر 2013 في Mölle ‏ في السويد. نشط حزبياً في حزب الشعب الليبرالي. وقد انتخب عضو البرلمان السويدي ‏.

## وصلات خارجية
- غونار إريكسون على موقع اللجنة الأولمبية الدولية (الإنجليزية)
- غونار إريكسون على موقع أوليمبيديا (الإنجليزية)